# شهرستان گرین (میسیسیپی)
شهرستان گرین، ایالت میسیسیپی (به انگلیسی: Greene County, Mississippi) یک سکونتگاه مسکونی در ایالات متحده آمریکا است که در ایالت میسیسیپی واقع شده‌است.